# 上巴伯維爾 (紐約州)
上巴伯維爾（英語：Upper Barbourville）是位於美國紐約州特拉華縣的非建制地區。

## 地理
上巴伯維爾所處的海拔為高於海平面428米（即1404英呎），而該地所採用的時區為UTC-5，即北美东部时区（EST）。同時該地設有夏令時間，為UTC-5調快一小時，即UTC-4（EDT）。